# Барреттали
Барреттали (фр. Barrettali, корс. Barrettali) — коммуна во Франции, находится в регионе Корсика. Департамент коммуны — Верхняя Корсика. Входит в состав кантона Кап-Корс. Округ коммуны — Бастия.
Код INSEE коммуны — 2B030.

## Население
Население коммуны на 2008 год составляло 159 человек.
| 1962 | 1968 | 1975 | 1982 | 1990 | 1999 | 2008 |
| ---- | ---- | ---- | ---- | ---- | ---- | ---- |
| 230  | 232  | 186  | 145  | 138  | 131  | 159  |

## Экономика
В 2007 году среди 90 человек в трудоспособном возрасте (15—64 лет) 48 были экономически активными, 42 — неактивными (показатель активности — 53,3 %, в 1999 году было 54,9 %). Из 48 активных работали 44 человека (28 мужчин и 16 женщин), безработных было 4 (1 мужчина и 3 женщины). Среди 42 неактивных 4 человека были учениками или студентами, 19 — пенсионерами, 19 были неактивными по другим причинам.

## Фотогалерея
- Барреттали
- Барреттали
- Генуэзская башня Giottani